# Roy Blunt
Roy Blunt (Niangua, 1950. január 10. –) az Amerikai Egyesült Államok szenátora (Missouri, 2011–2023). A Republikánus Párt tagja.